# Papyrus Brooklyn 35.1446
Le papyrus Brooklyn 35.1446 désigne un ancien document égyptien qui se trouve actuellement au musée de Brooklyn à New York.

## Historique
Le papyrus a été acheté par Charles Edwin Wilbour en Égypte entre 1881 et 1896. Le document provient probablement de Thèbes. Après la mort de Wilbour, le papyrus a été donné au Brooklyn Museum par sa veuve en 1916, mais est resté chez Theodora Wilbour, une fille de Charles Wilbour, jusqu'en 1935. À cette époque, le papyrus était constitué d'environ six-cents petits fragments, qui ont été réassemblés entre 1950 et 1952. En 1955, le papyrus a été publié par William Christopher Hayes. Il s'agit de l'un des plus importants documents administratifs conservés de l'Égypte antique du Moyen Empire.

## Contenu
Le papyrus est inscrit sur les deux faces et a été utilisé sur une longue période. Le document date de 1809 à 1743 avant notre ère.

### Recto
Au recto figure une liste sur plusieurs colonnes de quatre-vingts personnes qui se sont apparemment échappées d'une institution appelée « Grande Prison / Camp de travail » (ḫnrt-wr) et qui sont enregistrés sur le document qui énumère leurs noms, le nom du père, ainsi qu'un lieu ou une institution à laquelle ils appartenaient à l'origine. Dans une autre colonne, il est indiqué si la personne est un homme ou une femme. Suit une déclaration administrative, une note indiquant où se trouvent actuellement les fugitifs. Enfin, il y a deux notes indiquant si le dossier est clos.
Le contenu semble dater du règne d'Amenemhat III à la XIIIe dynastie. Des copies d'une lettre et d'un décret royal adressés au vizir Ânkhou sont également incluses dans le document.
Le contenu de cette liste a fait l'objet de recherches controversées et il existe essentiellement deux approches contradictoires. D'une part, le document est considéré comme la preuve que l'Égypte antique était un État dans lequel certaines parties de la population étaient contraintes de travailler et ces personnes considéraient le travail comme si écrasant qu'elles le fuyaient. D'autre part, il a été souligné que le document couvre une période de plusieurs décennies et que le nombre de réfugiés pour une telle période n'est pas très important.

### Verso
Au dos du document figure une liste de serviteurs et d'Asiatiques vendus par une femme nommée Senebtisi, apparemment la veuve de Resseneb. Les nombreux noms asiatiques figurant sur cette liste ont notamment suscité l'intérêt des chercheurs et montrent la forte proportion d'étrangers en Égypte à la XIIIe dynastie.